# جيري إينمان
جيري إينمان (بالإنجليزية: Jerry Inman)‏ هو لاعب كرة قدم أمريكية أمريكي، ولد في 4 فبراير 1940.

## وصلات خارجية
- جيري إينمان على موقع مرجع كرة القدم المحترفة.كوم (الإنجليزية)